# Tanda (Servië)
Tanda (Servisch cyrillisch Танда) is een plaats in de Servische gemeente Bor. De plaats telt 350 inwoners (2002).